# Иква (приток Стыра)
Иква (укр. Іква) — река на Украине, правый приток Стыра. Берёт начало в селе Черница Золочевского района Львовской области, течёт на восток, на территории Кременецкого района Тернопольской области поворачивает на север, затем на северо-восток, а от города Дубно Ровненской области течёт на северо-запад до устья возле села Торговица, где впадает в Стыр.
На Икве расположены города Кременец и Дубно. Протекает вдоль Кременецких гор по Кременецко-Дубновской равнине и Волынской возвышенности. Близ города Кременец на склоне горы Куличивка, на правом берегу реки Иква находится позднепалеолитический археологический памятник Куличивка. На нынешней северной окраине посёлка Млинов на правом берегу реки Иквы ранее существовал древнерусский город Муравица (Моравица) (упоминание 1149 года).
Длина Иквы 155 км, площадь водосборного бассейна — 2250 км². Долина реки в верховьях корытообразная, с крутыми склонами, ниже ширина превышает 5 км. Пойма преимущественно двусторонняя, местами заболоченная, от 100—200 до 650 м. Русло слабоизвилисто (наибольшее количество меандров — возле сёл Войница и Остриев), на отдельных участках русло регулируется прудами и водохранилищами (в частности Млиновское). Ширина русла от 5 до 25 м, глубина 0,5—2,2 м. Уклон реки 0,89 м/км. Обычный расход воды 5,5 м³/с, максимальный — 77 м³/с.
Основные притоки: Сосновиков (левый), Самец, Тартачка, Липка (правые).